# فیریش
فیریش (به هلندی: Vries) یک منطقهٔ مسکونی در هلند است که در تینارلو واقع شده‌است. فیریش ۴٬۲۹۲ نفر جمعیت دارد.